# NGC 2971
NGC 2971 (również PGC 27843 lub UGC 5197) – galaktyka spiralna z poprzeczką (SBb), znajdująca się w gwiazdozbiorze Małego Lwa. Odkrył ją Édouard Jean-Marie Stephan 26 marca 1884 roku.